# Дом Отдыха Чалбучи
Дом Отдыха Чалбучи — населённый пункт в Сретенском районе Забайкальского края России. Входит в состав сельского поселения «Ботовское».

## География
Населенный пункт находится в восточной части района, на левом берегу реки Шилка, на расстоянии примерно 65 км (по прямой) к северо-востоку от города Сретенск, административного центра района. 
Климат
Климат характеризуется как резко континентальный с продолжительной холодной малоснежной зимой и коротким тёплым летом. Среднегодовая температура воздуха составляет −5,3 — +3 °С. Средняя многолетняя температура самого холодного месяца (января) составляет −28 — −24 °С (абсолютный минимум — −55 °С), температура самого тёплого (июля) — 16 — 19 °С (абсолютный максимум — 40 °С). Безморозный период длится в течение 80 — 100 дней. Среднегодовое количество осадков — 350—400 мм.
Часовой пояс
Дом Отдыха Чалбучи находится в часовой зоне МСК+6. Смещение применяемого времени относительно UTC составляет +9:00.

## История
Основан в 1850 году. До 1917 года здесь предположительно находились дачи состоятельных граждан Сретенска. В 1927 году основан сезонный Дом отдыха. Завоз отдыхающих от Сретенска до Дома отдыха проводился водным путём на теплоходе. В 1970–1980-е годы вместимость составляла 175 коек. Функционировали амбулатория, аэросолярий, клуб, лодочная станция, библиотека. С 1992 года не функционирует и заброшен.

## Население
| 2010 | 2021 |
| ---- | ---- |
| 38   | →38  |

Национальный состав
Согласно результатам переписи 2002 года, в национальной структуре населения русские составляли 100 % из 37 чел.